# Agne Sahlin
Jan Agne Sahlin, född 3 augusti 1943 i Båraryds församling, är en svensk socialdemokratisk politiker som var kommunstyrelsens ordförande för Gislaveds kommun från 1994 till 2006. Han är idag vice ordförande i kommunens fastighetsnämnd.